# Aeroportul Sitia Public
Aeroportul Sitia Public (IATA: JSH, ICAO: LGST) este un aeroport din Sitia⁠(d), Sitia Municipality⁠(d), Prefectura Lasithi, Crete Region⁠(d), Creta⁠(d), Grecia ce deservește zona Siteia⁠(d). Aeroportul a fost tranzitat în 2022 de 22.692 de pasageri. A fost deschis în 1984.
Situat la o altitudine de 115 m, aeroportul dispune de 1 pistă. Este operat de Hellenic Civil Aviation Authority⁠(d).

## Infrastructură

### Piste
Aeroportul dispune de o singură pistă. Pista 05/23 are suprafața de asfalt și dimensiunile 2.074 m × 45 m. 